# Ворота Азінарія
Брама Азінарія (італ. Porta Asinaria — Віслючі ворота) — міська брама Риму в стіні Авреліана, розташована між брамами Сан Джованні та Порта Маджоре, південно-західніше від брами Сан-Джованні.

## Історія
Побудовані у 270–273 роках.
Дві круглі вежі прибудовані пізніше. На воротах видно залишки фасаду з травертину, два ряди маленьких вікон. 
У 1084 році ворота зруйновані, в 1408 році вони закриті, але потім знову відкриті, лише у 1574 році після будівлі Ворота Сан Джованні рух через ці ворота зовсім припинився.